# 聯合參謀本部
聯合参谋本部（韩语：／），简称“合参本部”、“合参”，辅佐總統统帅韓國國軍，并负责陆军、海军、空军等三军的作战指挥和监督，对国防政策提出建议。参照美国参谋长联席会议于1963年6月1日成立。总部位于首尔市龙山区。首脑为聯合参谋本部议长（合參議長），成员包括陆军参谋总长、海军参谋总长、空军参谋总长等。
下设：
- 合参國防情報本部（合参本部战略情报局）
- 合参本部作战企划局
- 合参军事支援本部
- 合参本部战略本部

## 历任议长

### 联合参谋本部总长
| 政府      | 屆次 | 圖像 | 姓名        | 任期                          | 备注                                                            |
| --------- | ---- | ---- | ----------- | ----------------------------- | --------------------------------------------------------------- |
| 第1共和国 | 首任 |      | 李亨根 （이형근） | 1954年5月5日 ~ 1956年6月27日  | 陆军官校校长、第2師、第8師师长、第3軍军长、陆军参谋总长         |
| 第1共和国 | 2    |      | 丁一權 （정일권） | 1956年6月27日 ~ 1957年5月18日 | 陆军参谋总长、外务部部長、国会议长                              |
| 第1共和国 | 3    |      | 劉載興 （유재흥） | 1957年5月18日 ~ 1959年2月26日 | 陆军参谋次长、国防部部長、驻瑞典大使                            |
| 第1共和国 | 4    |      | 白善燁 （백선엽） | 1959年2月26日 ~ 1960年5月31日 | 第1师师长、第一野战军司令、陆军本部情报局长、陆军参谋总长       |
| 第2共和国 | 代理 |      | 劉載興 （유재흥） | 1960年5月31日 ~ 1960年8月29日 | 陆军参谋次长、国防部部長、驻瑞典大使                            |
| 第2共和国 | 5    |      | 崔荣喜 （최영희） | 1960年8月29日 ~ 1960年10月8日 | 第5軍军长、第二野戰軍司令官、陆军参谋总长、国会国防委员会委员长 |
| 第2共和国 | 6    |      | 金鍾五 （김종오） | 1960年10月8日 ~ 1961年6月6日  | 陆军官校校长、第6師师长、陆军参谋总长                           |

### 国防部联合参谋局长
| 政府      | 屆次 | 圖像 | 姓名        | 任期                        | 备注                                  |
| --------- | ---- | ---- | ----------- | --------------------------- | ------------------------------------- |
| 第2共和国 | 7    |      | 金鍾五 （김종오） | 1961年6月6日 ~ 1963年6月1日 | 陆军官校校长、第6师师长、陆军参谋总长 |

### 联合参谋议长
| 政府                 | 屆次       | 圖像                         | 姓名                                 | 任期                                                                                         | 其他職務                                                                                 |
| -------------------- | ---------- | ---------------------------- | ------------------------------------ | -------------------------------------------------------------------------------------------- | ---------------------------------------------------------------------------------------- |
| 第3共和国            | 8          |                              | 金鍾五 （김종오）                          | 1963年6月1日 ~ 1965年4月10日                                                                 | 陆军官校校长、第6师师长、陆军参谋总长                                                    |
| 第3共和国            | 代理       |                              | 張昌國 （）                          | 1965年4月10日 ~ 1966年1月4日                                                                 | 陆军参谋次长、第9届国会议员、驻巴西大使                                                  |
| 第3共和国            | 9          | 1966年1月4日 ~ 1967年4月10日 | 張昌國 （）                          |                                                                                              | 陆军参谋次长、第9届国会议员、驻巴西大使                                                  |
| 第3共和国            | 10         |                              | 任忠植 （임충식）                          | 1967年4月10日 ~ 1968年8月5日                                                                 | 第7師和第2师师长、第5军军长、陆军参谋次长、国防部部長、第8、9届国会议员                  |
| 第3共和国            | 11         |                              | 文亨泰 （문형태）                          | 1968年8月7日 ~ 1970年8月6日                                                                  | 陆军参谋次长、信息通讯部部長、第8、9、10届国会议员、国会国防委员会委员长                 |
| 第3共和国            | 12         |                              | 沈興善 （심흥선）                          | 1970年8月6日 ~ 1972年6月2日                                                                  | 陆军官校校长、第1軍、3军军长、陆军参谋次长、公报部部长、总务处部長、驻西班牙大使         |
| 第3共和国            | 13         |                              | 韓信 （）                            | 1972年6月2日 ~ 1975年2月28日                                                                 | 首都軍军长、内务部部長.第二野戰军副司令官、第6軍军长陆军参谋次长、第二及第一野戰軍司令官 |
| 第4共和国            | 13         |                              | 韓信 （）                            | 1972年6月2日 ~ 1975年2月28日                                                                 | 首都軍军长、内务部部長.第二野戰军副司令官、第6軍军长陆军参谋次长、第二及第一野戰軍司令官 |
| 14                   |            | 卢载铉 （노재현）                  | 1975年2月28日 ~ 1977年12月29日       | 第2师师长、第2军军长、陆军参谋总长、国防部部長                                               |                                                                                          |
| 15                   |            | 金鍾煥 （）                  | 1977年12月29日 ~ 1979年12月15日      | 陆军本部情报参谋部部长、联合参谋本部战略情报局长、第三野战军司令、内务部部長、在鄉軍人會会长 |                                                                                          |
| 16                   |            | 柳炳賢 （）                  | 1979年12月18日 ~ 1981年5月15日       | 陆军总部作战参谋部长、合参本部作战企划局长、第5军军长、韓美聯合司令部副司令、驻美大使        |                                                                                          |
| 第5共和国            | 17         |                              | 尹誠敏 （）                          | 1981年5月15日 ~ 1982年5月21日                                                                | 陆军参谋次长、国防部部長                                                                 |
| 第5共和国            | 18         |                              | 金潤鎬 （）                          | 1982年5月24日 ~ 1983年6月3日                                                                 | 第1军军长、第一野战军司令                                                                |
| 第5共和国            | 19         |                              | 李基百 （）                          | 1983年6月3日 ~ 1985年6月3日                                                                  | 第二作战司令官、陆军参谋次长、国防部部長                                                 |
| 第5共和国            | 20         |                              | 鄭振權 （）                          | 1985年6月3日 ~ 1986年7月9日                                                                  | 第一野战军司令官                                                                         |
| 第5共和国            | 21         |                              | 吳滋福 （）                          | 1986年7月9日 ~ 1987年12月30日                                                                | 第二作战司令官、陆军参谋次长、国防部部長                                                 |
| 第5共和国            | 22         |                              | 崔世昌 （）                          | 1987年12月30日 ~ 1989年4月14日                                                               | 第三野战军司令官、陆军参谋次长、国防部部長                                               |
| 第6共和國 卢泰愚政府 | 22         |                              | 崔世昌 （）                          | 1987年12月30日 ~ 1989年4月14日                                                               | 第三野战军司令官、陆军参谋次长、国防部部長                                               |
| 23                   |            | 鄭鎬根 （）                  | 1989年4月14日 ~ 1991年12月7日        | 第1野战军司令官                                                                              |                                                                                          |
| 24                   |            | 李弼燮 （）                  | 1991年12月7日 ~ 1993年5月29日        | 陆军官校校长、第二作战司令官                                                                 |                                                                                          |
| 金泳三政府           | 25         |                              | 李養鎬 （）                          | 1993年5月29日 ~ 1994年12月24日                                                               | 空军作战司令官、联合参谋本部情报本部长、空军参谋总长、国防部部長                         |
| 金泳三政府           | 26         |                              | 金東鎮 （）                          | 1994年12月28日 ~ 1996年10月                                                                  | 第1师师长、第5军军长、韩美联合司令部副司令官、国防部部長                                 |
| 金泳三政府           | 27         |                              | 尹龍男 （）                          | 1996年10月18日 ~ 1998年3月26日                                                               | 联合参谋本部战略本部长、第3野战军司令、陆军参谋总长                                      |
| 金大中政府           | 28         |                              | 金辰浩 （）                          | 1998年3月26日 ~ 1999年10月26日                                                               | 陆军本部情报参谋部部长、第11军军长、第二作战司令官                                       |
| 金大中政府           | 29         |                              | 曹永吉 （）                          | 1999年10月26日 ~ 2001年10月8日                                                               | 联合参谋本部战略企划部长、第31師师长、第2军军长、第二作战司令官、国防部部長              |
| 金大中政府           | 30         |                              | 李南信 （）                          | 2001年10月8日 ~ 2003年4月7日                                                                 | 第7师师长、第8军军长、第三野战军司令官、國軍機務司令官                                   |
| 卢武铉政府           | 31         |                              | 金鍾煥 （）                          | 2003年4月7日 ~ 2005年4月7日                                                                  | 第7师师长、第5军军长、第一野战军司令官                                                   |
| 卢武铉政府           | 32         |                              | 李相熹 （이상희）                          | 2005年4月7日 ~ 2006年11月17日                                                                | 联合参谋本部战略企划本部长、作战本部长、第5军军长、第三野战军司令官、国防部部長          |
| 卢武铉政府           | 33         |                              | 金宽镇 （김관진）                          | 2006年11月17日 ~ 2008年3月25日                                                               | 联合参谋本部作战本部长、第2军军长、第三野战军司令、国防部部長、国家安保室室长            |
| 李明博政府           | 34         |                              | 金泰荣 （김태영）                          | 2008年3月28日 ~ 2009年9月23日                                                                | 联合参谋本部作战本部长、国防部政策企划局长、首都防卫司令官、第一野战军司令官、国防部部長 |
| 李明博政府           | 35         |                              | 李相宜 （이상의）                          | 2009年9月30日 ~ 2010年6月30日                                                                | 第39師师长、第8军军长、第三野战军司令官                                                  |
| 李明博政府           | 36         |                              | 韓民求 （한민구）                          | 2010年7月5日 ~ 2011年10月26日                                                                | 国防部政策企划官、首都防卫司令官、陆军参谋次长、陆军参谋总长、国防部部長                 |
| 李明博政府           | 37         |                              | 鄭承兆 （）                          | 2011年10月26日 ~ 2013年10月16日                                                              | 陆军官校校长、第1师师长、第2军军长、第一野战军司令官、韩美联合司令部副司令官             |
| 朴槿惠政府           | 37         |                              | 鄭承兆 （）                          | 2011年10月26日 ~ 2013年10月16日                                                              | 陆军官校校长、第1师师长、第2军军长、第一野战军司令官、韩美联合司令部副司令官             |
| 38                   |            | 崔润喜 （최윤희）                  | 2013年10月16日 ~ 2015年10月7日       | 海軍官校校长、海军本部人事参谋部部长、海军参谋次长、海军参谋总长                             |                                                                                          |
| 39                   |            | 李淳鎮 （）                  | 2015年10月7日 ~ 2017年8月20日        | 第二作戰司令官、航空作戰司令官、首都軍軍長、第2師師長                                        |                                                                                          |
| 39                   | 文在寅政府 | 李淳鎮 （）                  | 2015年10月7日 ~ 2017年8月20日        | 第二作戰司令官、航空作戰司令官、首都軍軍長、第2師師長                                        |                                                                                          |
| 40                   |            | 鄭景斗 （정경두）                  | 2017年8月20日 ~ 2018年9月21日        | 空軍南部戰鬥司令、空軍參謀次長、聯合參謀本部戰略企劃本部長、空軍參謀總長、國防部部長         |                                                                                          |
| 41                   |            | 朴漢基 （）                  | 2018年10月11日 ~2020年9月23日        | 第二作戰司令官、第8軍軍長、第二作戰司令部參謀長、第53師師長                                  |                                                                                          |
| 42                   |            | 元仁哲 （）                  | 2020 年 9 月 23 日~2022 年 7 月 3 日 | 空軍參謀總長、第19戰鬥機聯隊指揮官、空軍作戰司令部副司令                                     |                                                                                          |
| 尹锡悦政府           |            |                              |                                      |                                                                                              |                                                                                          |
| 43                   |            | 金承謙 （）                  | 2022年7月4日~2023 年 10 月 30 日     | 第28师师长、第3军军长、韓美聯合軍司令部副司令                                                |                                                                                          |
| 44                   |            | 金明秀 （）                  | 2023年10月30日 ~                     | 海軍作戰司令官、海軍參謀次長、聯合參謀本部作戰2處長                                          |                                                                                          |